# Theater Akzent
Das Theater Akzent ist eine seit 1989 bestehende, von der Wiener Arbeiterkammer im Rahmen des Adolf-Czettel-Bildungszentrums gegründete Bühne im 4. Wiener Gemeindebezirk Wieden (Theresianumgasse 18).

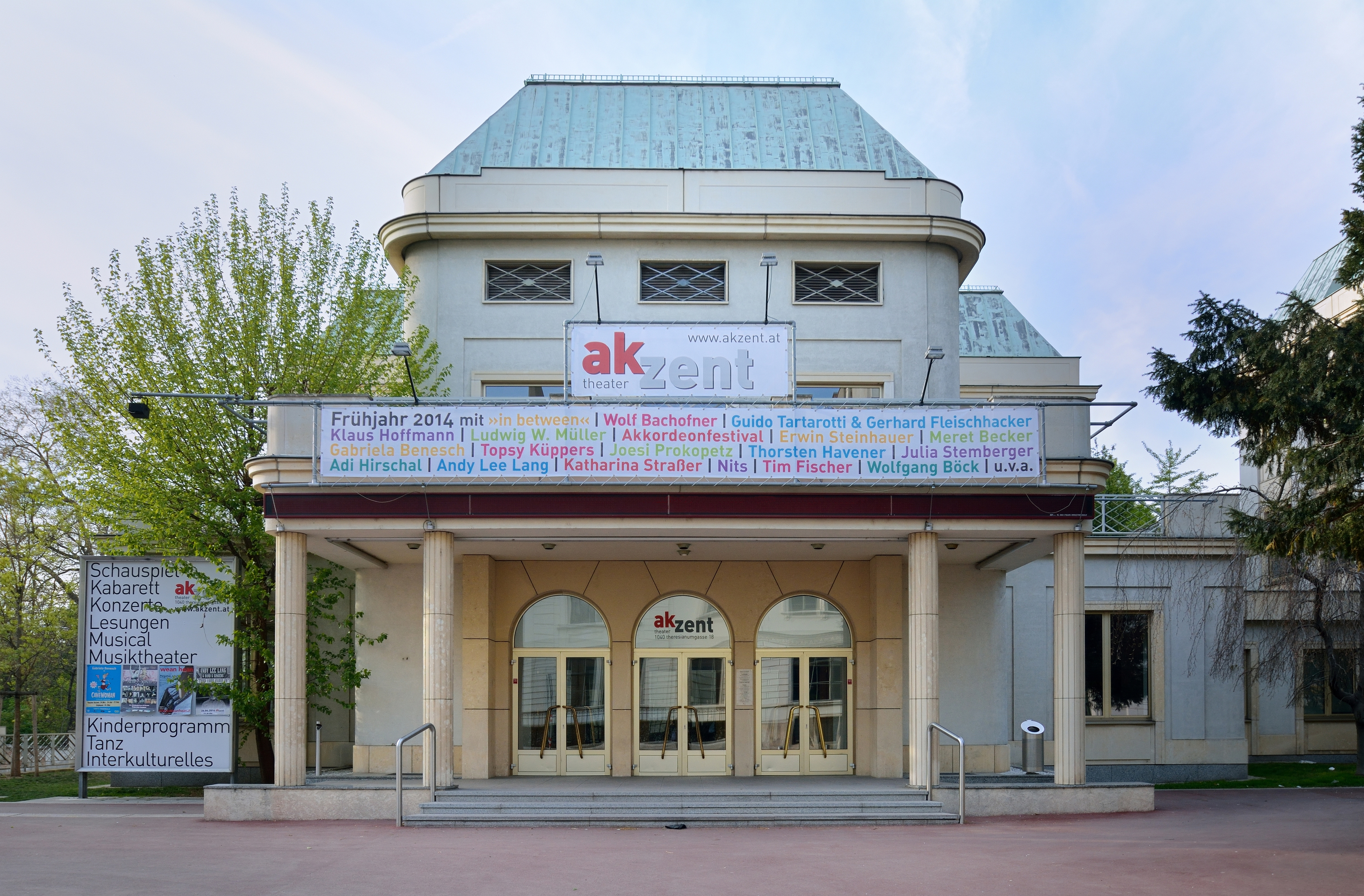
Haupteingang Theresianumgasse (2014)

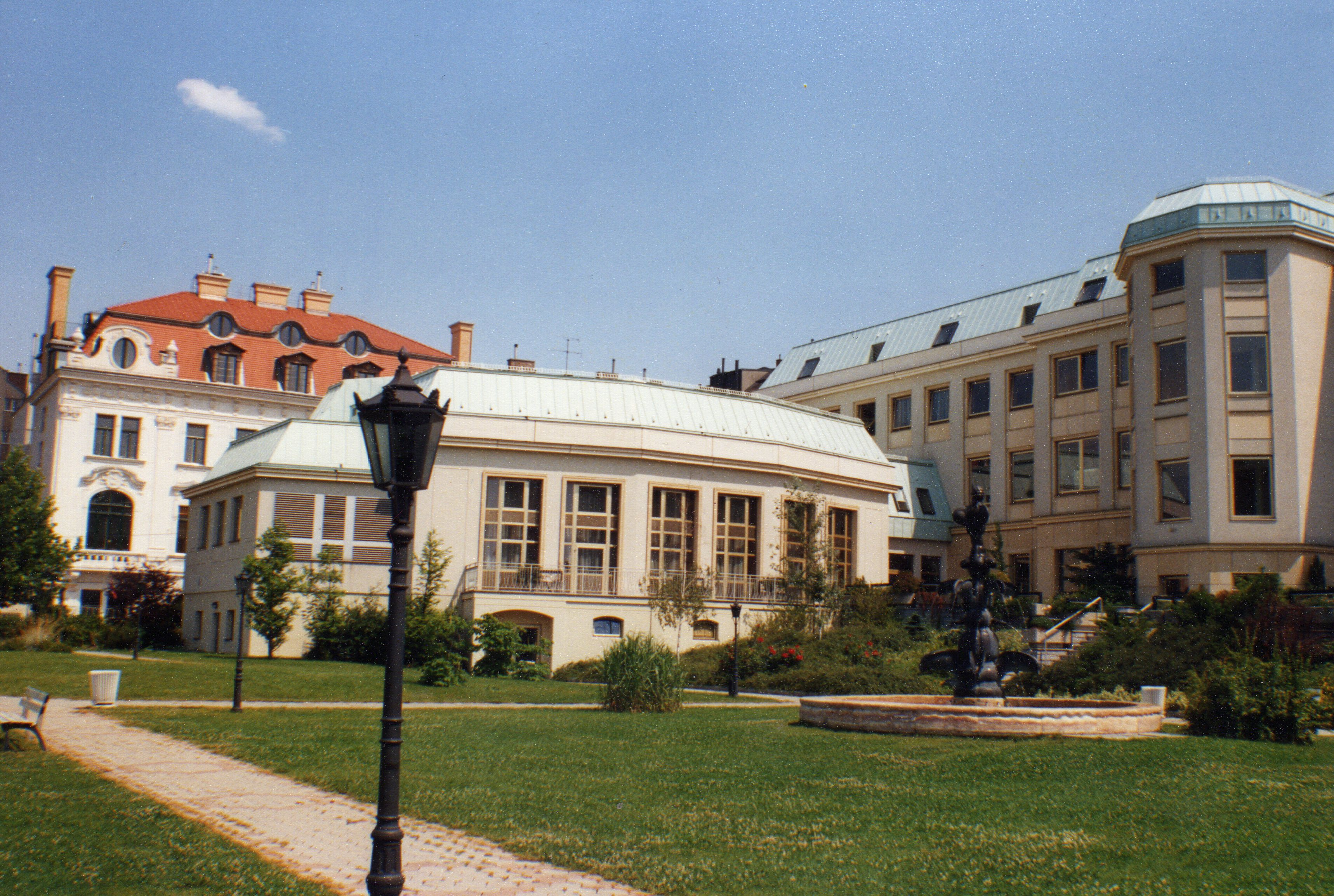
Blick vom Anton-Benya-Park (1996)

## Geschichte
Das Theater wurde auf den Gründen des ehemaligen Palais Nathaniel Rothschild als Nachfolgebau des Franz-Domes-Heims errichtet. Seine Gründung wurde als besonderes Anliegen einzelner führender AK-Funktionäre beschrieben. Der postmoderne Baustil des Architekten Rudolf Jarosch wurde zunächst kontrovers diskutiert und etwa als „Funktionärsbarock“ oder Palazzo Prozzo bezeichnet. Das Haus (ohne eigenes Ensemble) konnte sich aber als Fixpunkt im Wiener Kulturleben etablieren. Drei Theatersäle (das eigentliche Theater mit Guckkastenbühne und 455 Plätzen, das Podium, ein Veranstaltungssaal mit 384 Sitzplätzen und das Studio) stehen zur Verfügung. Die Programmierung fokussiert auf aktuelle gesellschaftliche Themen: Theater, Konzerte, Kabarett, Kinderveranstaltungen, Lesungen aber auch interkulturelle Programme werden geboten. Ein Mix von bekannten Künstlern und Nachwuchstalenten erbrachte 2008 eine Auslastung von 86,06 % und einen Eigendeckungsgrad von 71 %.